# Staufenbergschule

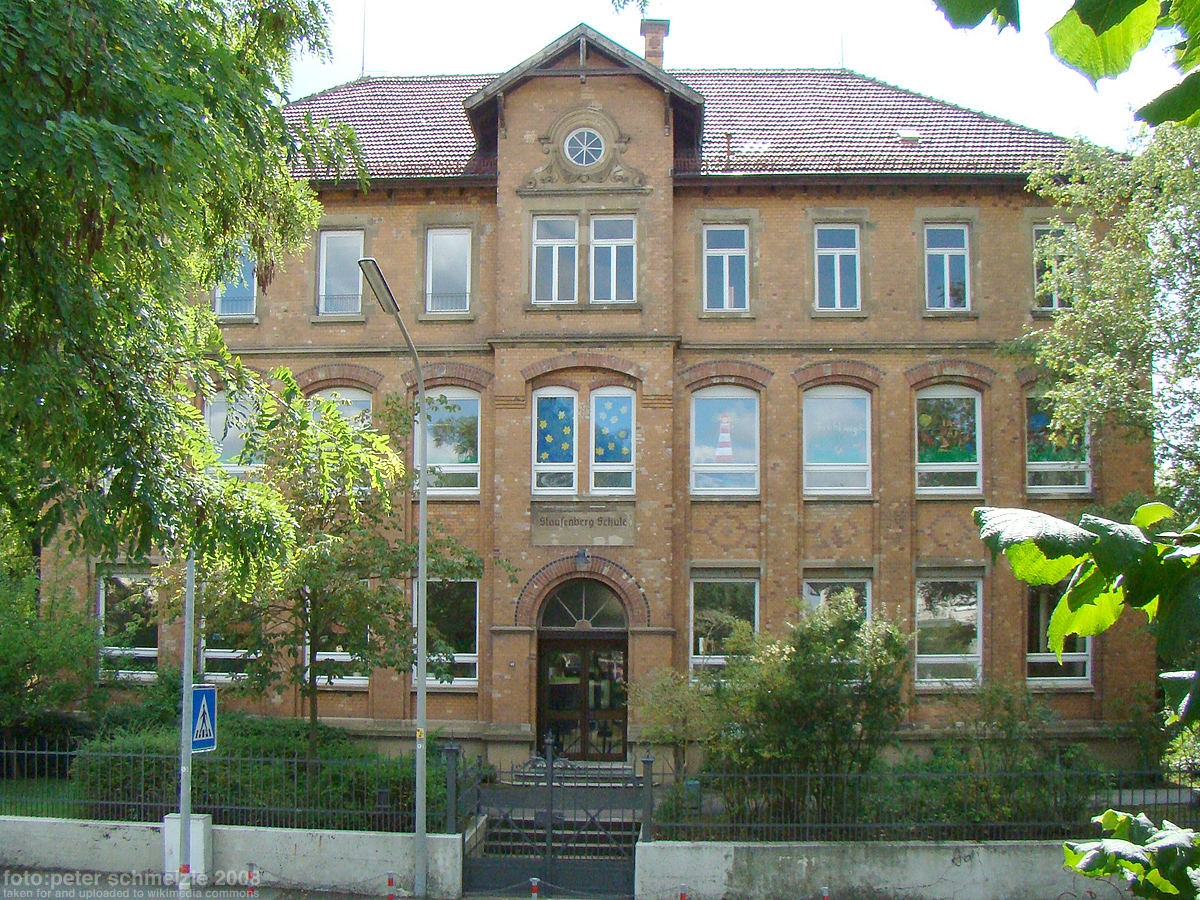
Staufenbergschule in Heilbronn-Sontheim

Die Alte Staufenbergschule an der Staufenbergstraße 46 im Heilbronner Stadtteil Sontheim ist ein geschütztes Kulturdenkmal. Das neue Gebäude der Staufenbergschule liegt an der Staufenbergstraße 91.

## Beschreibung
Die Alte Staufenbergschule ist ein Gebäude im Stil des Historismus, das 1902 als evangelische Volksschule errichtet worden ist. Der Bau ist ein streng symmetrischer Sichtziegelbau mit einem Mittelrisaliten, in dem sich der Eingang befindet. Der Risalit wird nach oben hin mit einem Giebelfeld im Stil des Barock und einem Freigespärre im Schweizerhausstil abgeschlossen. Die Fenster und Türen haben Gewände im Stil der Neorenaissance bzw. der neuen Sachlichkeit. Das Konsolenfries, welches am Traufgesims ist, wurde im Stil der Neorenaissance ausgestaltet.

## Geschichte
Die Schule wurde in Sontheim erstmals 1656 urkundlich erwähnt. Der Unterricht fand zunächst im Amtshaus des Deutschordens statt, dem das gesamte Dorf bis 1805 gehörte. Durch die Ordenszugehörigkeit war Sontheim fast rein katholisch geprägt, so dass die ursprüngliche Schule des Ortes ihre Fortführung in der katholischen Volksschule fand. 1879 wurde die Alte Kelter in Sontheim aufgestockt und der Schulbetrieb der katholischen Volksschule dorthin verlegt, später erweitert um Räume in der ebenfalls aufgestockten Neuen Kelter.
Die evangelischen Schüler besuchten zunächst die Schule im benachbarten Horkheim, bevor 1887 nach dem Anwachsen des evangelischen Bevölkerungsanteils im Zuge der Industrialisierung eine evangelische Volksschule in Sontheim gegründet wurde, die zunächst Räume der Schuhfabrik Wolko bezog, bis mit der Staufenbergschule am 14. Mai 1902 ein eigenes evangelisches Volksschulhaus eingeweiht werden konnte.
Nachdem 1936 die Konfessionsschulen aufgehoben worden waren, kamen in den bisherigen Räumen der katholischen Volksschule die Unter- und Mittelklassen unter, während die Staufenbergschule den Oberklassen vorbehalten blieb. Gegen Ende des Zweiten Weltkriegs wurde die Staufenbergschule schwer beschädigt, danach jedoch wiederaufgebaut.
Am 17. Juli 1963 ereignete sich ein schwerer Verkehrsunfall beim Ausflug des Lehrerkollegiums, dessen Reisebus bei Donnbronn von einem amerikanischen Militärfahrzeug gerammt wurde, wodurch neben zehn Verletzten auch vier Tote, darunter die Frau des Rektors, die Schulsekretärin und eine Hilfslehrerin, zu beklagen waren. Rektor Apprich und Konrektor Lang konnten verletzungsbedingt erst im Laufe des Jahres 1964 wieder in ihre Ämter zurückkehren.
Danach befanden sich in dem Gebäude die Außenstelle der Förderschule Pestalozzischule und eine freie katholische Schule.
Inzwischen befinden sich das neue Schulgebäude der Staufenbergschule sowie deren Ganztagesbetreuung in der Staufenbergstraße 91.

## Lehrer
- Erwin Habold  (* 11. November 1889; † 12. Februar 1969), Geometer, Lehrer, Oberstudienrat, Hobbyhistoriker, Lehrer an der Staufenbergschule schrieb eine Festschrift zum Heimatfest der Gemeinde Horkheim 6., 7. und 8. Juli 1957.